# Широков, Юрий Михайлович (футболист)
Юрий Михайлович Широков (15 марта 1961, Томск, СССР — 4 января 1997, Томск, Россия) — советский и российский футболист, один из лидеров ФК «Томь» по числу сыгранных за клуб матчей.

## Биография
Воспитанник томского футбола. В юношестве был признан самым техничным игроком турнира Кожаный мяч в Кишинёве. Неоднократно приглашался в юношескую сборную РСФСР. Провёл 14 сезонов в томской команде, был любимцем болельщиков. Обладал хорошей техникой, был универсальным игроком — мог играть как в полузащите, так и на позициях защитника и нападающего. Также играл за казахстанские команды «Джезказганец» и «Трактор» (Павлодар).
По окончании профессиональной карьеры продолжал играть в футбол как любитель. Умер от инфаркта во время матча зимнего футбольного турнира на призы ТВ-2.

## Семья
Был женат. В 1982-м году родилась дочь Наталья, в 1988-м сын Юрий.

## Память
С 1997 года в Томске проводился ежегодный детский футбольный турнир памяти Юрия Широкова